# اغتصاب الذكور

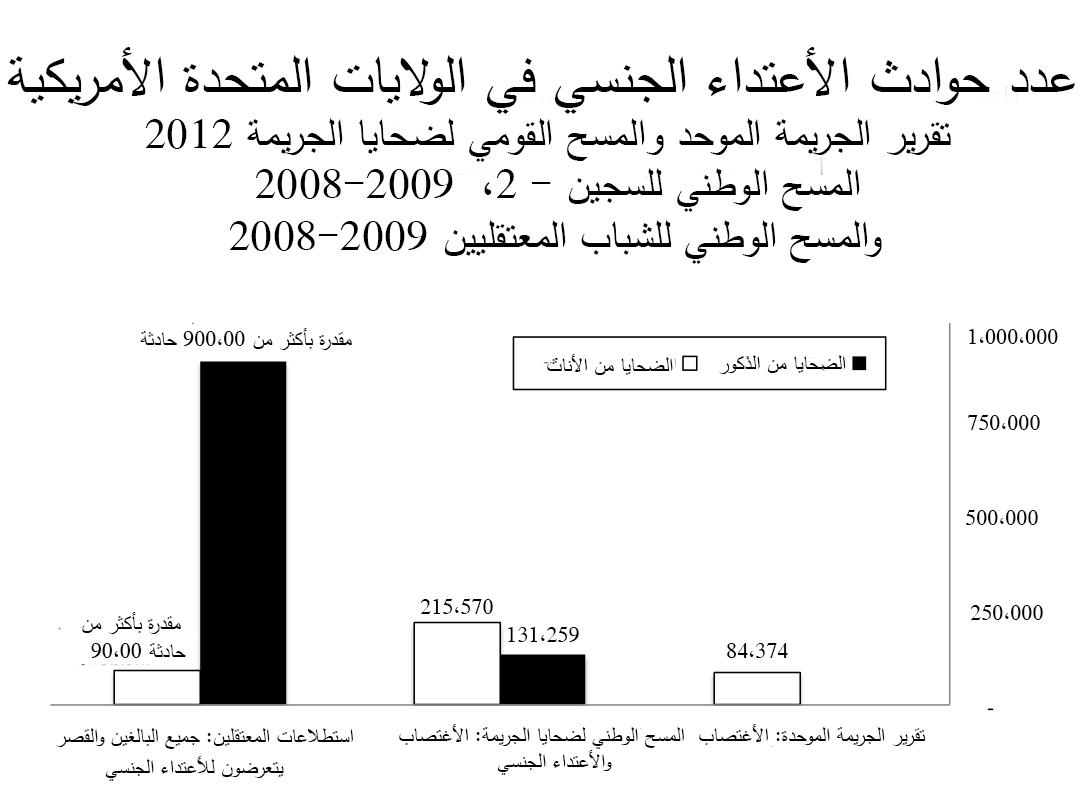
تقدر مصادر مسح حكومية مختلفة، لسنة معينة أن السجناء الذكور من البالغين والشباب يتعرضون أكثر بعدة مرات لحوادث جنسية من الإناث في السجن. لم يتم إدراج السجناء من الذكور والإناث في معظم المسوحات الوطنية من الإيذاء الجنسي.

اغتصاب الذكور هو وجود ضحايا الاغتصاب أو العنف الجنسي بشكل عام ضد الذكور، أظهرت دراسة أجريت في إنجلترا أن نسبة 3% من الذكور الذين شملهم الاستطلاع أفادوا بأنهم تعرضوا لجنس غير توافقي في حياتهم عندما كانوا بالغين (فوق سن 16)، و 5% تعرضوا لجنس غير توافقي عندما كانوا أطفالاً (تحت سن 16)، ونسبة 8% تعرضوا لجنس توافقي عندما كانوا أطفالاً (على الرغم من أن ذلك غير قانوني ضمن قانون المملكة المتحدة). في الولايات المتحدة العنف الجنسي ضد الرجال موجود مثله مثل العنف الجنسي ضد النساء ولكن هناك فشل في الإبلاغ عنه بشكل كامل.